# Via Opitergium-Tridentum
La via Opitergium-Tridentum era una strada romana che collegava le attuali Oderzo e Trento.
Realizzata forse nel 15 a.C., probabilmente ricalcando un precedente itinerario paleoveneto, è ricordata nell'Itinerarium Antonini (ab Opitergio Tridento) dove si riportano, quali tappe intermedie, la stazione ad Cepasias o Cerasias (forse Valdobbiadene), Feltria (Feltre) e Ausugum (Borgo Valsugana). Più rilevanti sono invece le testimonianze archeologiche, riguardanti soprattutto miliari e monete.
La strada cominciava a Opitergium diramandosi dalla via Postumia e il primo tratto coincideva quindi con un cardo della centuriazione nord della città. Giunta in prossimità del Piave, incrociava la via Claudia Augusta Altinate e rimaneva sulla riva sinistra del fiume. Dalla "stretta" di Quero coincideva con la Claudia Augusta: toccava Feltria, percorreva la Valsugana e terminava a Tridentum.
L'itinerario, inizialmente di scarso interesse strategico, fu rivalutato nel tardo Impero per collegare le località alpine a Concordia Sagittaria, che in quel periodo era divenuta un importante centro della produzione di armamenti. Il movimento di truppe, perlomeno nel tratto tra Oderzo e il Piave, è testimoniato dal rinvenimento a Caminada di San Polo di Piave di un "tesoro" di alcune centinaia di monete di bronzo risalenti a varie epoche sino alla metà del III secolo.